# Zaroślak rdzawoczelny
Zaroślak rdzawoczelny (Atlapetes pallidinucha) – gatunek małego ptaka z rodziny pasówek (Passerellidae). Zamieszkuje północno-zachodnią część Ameryki Południowej. Jest uznawany za gatunek najmniejszej troski.

## Systematyka
Gatunek po raz pierwszy zgodnie z zasadami nazewnictwa binominalnego opisał Auguste Boissonneau, nadając mu nazwę Tanagra (Arremon) pallidinucha. Opis ukazał się w 1840 roku w czasopiśmie „Revue zoologique”. Jako miejsce typowe autor wskazał Santa Fe de Bogota, Kolumbia. Wyróżnia się dwa podgatunki:
- A. p. pallidinucha (Boissonneau, 1840),
- A. p. papallactae Hellmayr, 1913.

### Etymologia
- Atlapetes: połączenie słowa Atlas z gr. πετης petēs – „lotnik”, πετομαι petomai – „latać”[11].
- pallidinucha: łac. pallidus – „blady, wybladły”[12].

## Morfologia
Nieduży ptak ze średniej wielkości krótkim, szpiczastym, grubym u nasady, czarnym dziobem. Szczęka i żuchwa są lekko zakrzywione. Tęczówki w kolorze ciemnego kasztana. Nogi szaroróżowe. Podgatunek nominatywny ma szeroki bladocynamonowy pas od nasady dzioba, poprzez górną część głowy, który przechodząc na jej tył i kark staje się biały. Czarne boki głowy wyraźnie z nim kontrastują, podobnie jak z jasnożółtym podbródkiem i gardłem. Pierś i brzuch jasnożółte, boki i kuper przechodzą od oliwkowego do szarego. Górna część ciała ciemnoszara, skrzydła i ogon czarniawe. Podgatunek A. p. papallactae ma jasnocynamonowy lub jasnożółty pas na szczycie głowy oraz mniej żółty spód ciała. Brak dymorfizmu płciowego. Długość ciała z ogonem 18 cm; masa ciała 21,4–40,2g.

## Zasięg występowania
Zaroślak rdzawoczelny występuje w:
- A. p. pallidinucha – południowo-zachodniej Wenezueli (stan Táchira) i we wschodnich Andach w Kolumbii (departamenty od Norte de Santander na południe do Cundinamarca),
- A. p. papallactae – środkowych Andach kolumbijskich (na południe od departamentu Antioquia) i na wschodnich stokach Andów w Ekwadorze na południe do skrajnie północnych rejonów Peru (Cajamarca i Piura).

Jest gatunkiem osiadłym. Jego zasięg występowania według szacunków organizacji BirdLife International obejmuje 334 tys. km².

## Ekologia
Głównym habitatem zaroślaka rdzawoczelnego są dolne partie podzwrotnikowego lasu wilgotnego, zarośla i krzewy często o wtórnym wzroście. Występuje także w lasach strefy umiarkowanej, gdzie preferuje bambusy. Występuje na wysokościach od 2800 do 3600 m n.p.m., sporadycznie niżej do 2000 m n.p.m.
Zjada głównie jagody z rodzajów Miconia i wrzosowate. W treści żołądkowej znaleziono także nasiona oraz owady. Żeruje na ziemi lub bezpośrednio nad nią, w poszyciu leśnym i krzakach. Żeruje w parach lub w grupach rodzinnych. Spotykany jest także w stadach mieszanych.

### Rozmnażanie
Niewiele wiadomo o rozmnażaniu. W Kolumbii ptaki w stanie lęgowym obserwowano w okresie luty–wrzesień we wschodnich i środkowych Andach, a pisklęta w marcu i czerwcu. W Ekwadorze podloty widziano w listopadzie. Opisano także pojedyncze gniazdo znalezione w północno-wschodniej części Bogoty w Kolumbii. Miało formę masywnej miseczki o wymiarach: średnica zew. 12 cm, średnica wew. 6,5 cm, wysokość 10 cm, głębokość 6 cm. Było umieszczone w gęstych trawach 40 cm nad ziemią. Wsparte na kilku wysokich trawach i jednej łodydze bambusa. W gnieździe znaleziono pojedyncze jajo o wymiarach 25 x 16,9 mm i masie 3,45 g. Jajo miało blady zielononiebieski kolor, nakrapiane było dosyć licznymi brązowo-orchowymi i ciemnoliliowymi plamkami o większym zagęszczeniu przy szerszym końcu.

## Status
W Czerwonej księdze gatunków zagrożonych IUCN zaroślak rdzawoczelny klasyfikowany jest jako gatunek najmniejszej troski (LC – Least Concern). Liczebność populacji nie jest określona, zaś jej trend oceniany jest jako stabilny z powodu braku zagrożeń dla ich naturalnego habitatu. Gatunek opisywany jest jako dość pospolity lub pospolity, częściej spotykany powyżej 3000 m n.p.m.